# Nuaillé
Nuaillé és un municipi francès situat al departament de Maine i Loira i a la regió de País del Loira. L'any 2007 tenia 1.317 habitants.

## Demografia

### Població
El 2007 la població de fet de Nuaillé era de 1.317 persones. Hi havia 464 famílies de les quals 92 eren unipersonals (32 homes vivint sols i 60 dones vivint soles), 156 parelles sense fills, 196 parelles amb fills i 20 famílies monoparentals amb fills.
La població ha evolucionat segons el següent gràfic:
Habitants censats

### Habitatges
El 2007 hi havia 527 habitatges, 499 eren l'habitatge principal de la família, 4 eren segones residències i 24 estaven desocupats. 513 eren cases i 13 eren apartaments. Dels 499 habitatges principals, 406 estaven ocupats pels seus propietaris, 90 estaven llogats i ocupats pels llogaters i 3 estaven cedits a títol gratuït; 3 tenien una cambra, 8 en tenien dues, 46 en tenien tres, 115 en tenien quatre i 327 en tenien cinc o més. 416 habitatges disposaven pel capbaix d'una plaça de pàrquing. A 177 habitatges hi havia un automòbil i a 300 n'hi havia dos o més.

### Piràmide de població
La piràmide de població per edats i sexe el 2009 era:
| Homes | Edats   | Dones |
| ----- | ------- | ----- |
| 0     | 95 o +  | 0     |
| 0     | 90 a 94 | 0     |
| 4     | 85 a 89 | 4     |
| 4     | 80 a 84 | 4     |
| 8     | 75 a 79 | 16    |
| 16    | 70 a 74 | 20    |
| 8     | 65 a 69 | 12    |
| 32    | 60 a 64 | 24    |
| 20    | 55 a 59 | 16    |
| 88    | 50 a 54 | 52    |
| 64    | 45 a 49 | 72    |
| 64    | 40 a 44 | 60    |
| 28    | 35 a 39 | 56    |
| 56    | 30 a 34 | 32    |
| 48    | 25 a 29 | 40    |
| 48    | 20 a 24 | 56    |
| 72    | 15 a 19 | 56    |
| 36    | 10 a 14 | 48    |
| 48    | 5 a 9   | 52    |
| 44    | 0 a 4   | 28    |

## Economia
El 2007 la població en edat de treballar era de 918 persones, 690 eren actives i 228 eren inactives. De les 690 persones actives 646 estaven ocupades (335 homes i 311 dones) i 44 estaven aturades (19 homes i 25 dones). De les 228 persones inactives 114 estaven jubilades, 71 estaven estudiant i 43 estaven classificades com a «altres inactius».

### Ingressos
El 2009 a Nuaillé hi havia 526 unitats fiscals que integraven 1.421,5 persones, la mediana anual d'ingressos fiscals per persona era de 18.999 €.

### Activitats econòmiques
Dels 63  establiments que hi havia el 2007, 1 era d'una empresa alimentària, 2 d'empreses de fabricació de material elèctric, 13 d'empreses de fabricació d'altres productes industrials, 15 d'empreses de construcció, 9 d'empreses de comerç i reparació d'automòbils, 4 d'empreses de transport, 4 d'empreses d'hostatgeria i restauració, 2 d'empreses d'informació i comunicació, 4 d'empreses financeres, 3 d'empreses de serveis, 2 d'entitats de l'administració pública i 4 d'empreses classificades com a «altres activitats de serveis».
Dels 16 establiments de servei als particulars que hi havia el 2009, 2 eren tallers de reparació d'automòbils i de material agrícola, 3 paletes, 3 guixaires pintors, 2 fusteries, 2 lampisteries, 2 perruqueries i 2 restaurants.
Dels 2 establiments comercials que hi havia el 2009, 1 era una fleca i 1 una botiga de material esportiu.
L'any 2000 a Nuaillé hi havia 12 explotacions agrícoles que ocupaven un total de 324 hectàrees.

## Equipaments sanitaris i escolars
El 2009 hi havia 2 escoles elementals.

## Poblacions més properes
El següent diagrama mostra les poblacions més properes.